# Gotthun
Gotthun település Németországban, Mecklenburg-Elő-Pomeránia tartományban. Lakosainak száma 325 fő (2023. december 31.).

## Népesség
A település népességének változása:
| Lakosok száma | 340  | 317  | 321  | 325  | 325  |
|               | 2017 | 2019 | 2021 | 2022 | 2023 |